# Squillidae
Squillidae is een familie van kreeftachtigen uit de klasse van de Malacostraca (Hogere kreeftachtigen).

## Kenmerken
Deze dieren hebben een afgeplat, buigzaam lichaam en samengestelde steeltjesogen. Ze hebben een sterk ontwikkeld tweede paar kaakpoten, te vergelijken met de voorpoten van een bidsprinkhaan, die bliksemsnel kunnen uitschieten.

## Leefwijze
Ze vangen hun prooien door deze te spietsen of een stomp te geven met de sterk ontwikkelde kaakpoten.

## Geslachten
- Alima Leach, 1817
- Alimopsis Manning, 1977
- Alimopsoides Moosa, 1991
- Anchisquilla Manning, 1968
- Anchisquilloides Manning, 1977
- Anchisquillopsis Moosa, 1986
- Areosquilla Manning, 1976
- Belosquilla Ahyong, 2001
- Busquilla Manning, 1978
- Carinosquilla Manning, 1968
- Clorida Eydoux & Souleyet, 1842
- Cloridina Manning, 1995
- Cloridopsis Manning, 1968
- Crenatosquilla Manning, 1984
- Dictyosquilla Manning, 1968
- DistosquillaManning, 1977
- Erugosquilla Manning, 1995
- Fallosquilla Manning, 1995
- Fennerosquilla Manning & Camp, 1983
- Gibbesia Manning & Heard, 1997
- Harpiosquilla Holthuis, 1964
- Humesosquilla Manning & Camp, 2001
- Kaisquilla Ahyong, 2002
- Kempella Low & Ahyong, 2010
- Lenisquilla Manning, 1977
- Leptosquilla Miers, 1880
- Levisquilla Manning, 1977
- Lophosquilla Manning, 1968
- Meiosquilla Manning, 1968
- Miyakella Ahyong & Low, 2013
- Natosquilla Manning, 1978
- Neclorida Manning, 1995
- Neoanchisquilla Moosa, 1991
- Oratosquilla Manning, 1968
- Oratosquillina Manning, 1995
- Paralimopsis Moosa, 1991
- Parvisquilla Manning, 1973
- Pontiosquilla Manning, 1995
- Pterygosquilla Hilgendorf, 1890
- Quollastria Ahyong, 2001
- Rissoides Manning & Lewinsohn, 1982
- Schmittius Manning, 1972
- Squilla Fabricius, 1787
- Squilloides Manning, 1968
- Triasquilla Ahyong, 2013
- Tuleariosquilla Manning, 1978
- Visaya Ahyong, 2004